# Placoptila
Placoptila é um gênero de mariposa pertencente à família Acrolepiidae.